# 송유현 (1983년)
송유현(1983년 1월 8일 ~ )은 대한민국의 배우이다.

## 학력
- 2001년~2007년 한국예술종합학교 연극원 연기 학사
- 2013년~2015년 고려대학교 언론대학원 영상 석사

## 출연

### 드라마
- 2009년 KBS2 주말 연속극 《솔약국집 아들들》 - 간호사 역
- 2011년 SBS 월화 드라마 《파라다이스 목장》 - 유송이 역
- 2013년 tvN 목요 드라마 《우와한 녀》
- 2014년 tvN 금토 드라마 《응급남녀》 - 오진희의 친구 역
- 2016년 tvN 창사 10주년 금토 특별기획 드라마 《시그널》 - 강세영 역
- 2016년 tvN 금토 드라마 《굿 와이프》 - 박동현의 내연녀 역
- 2016년 KBS2 수목 드라마 《공항 가는 길》 - 최경숙 역
- 2016년 메익스 웹드라마 《숫자녀: 병신년 (丙申年) 계숙자》 - 계숙자 역
- 2017년 KBS2 월화 드라마 《학교 2017》 - 학원 진학 상담사 역
- 2017년 KBS1 일일 연속극 《미워도 사랑해》[3] - 구종희 역
- 2018년 tvN 주말 드라마 《마더》 - 송예은 역
- 2019년 tvN 주말 드라마 《자백》 - 조경선 역
- 2019년 JTBC 월화 드라마 《으라차차 와이키키 2》
- 2019년 tvN 월화 드라마 《60일, 지정생존자》 - 김은주 역[4]
- 2019년 MBC 월화 드라마 《웰컴2라이프》 - 유진희 역
- 2019년 OCN 토일 드라마 《타인은 지옥이다》 - 한고은 역
- 2020년 KBS2 월화 드라마 《본 어게인》 - 임화영 역 (특별 출연)
- 2020년 OCN 토일 드라마 《번외수사》 - 홍 PD 역
- 2020년 JTBC 월화 드라마 《18 어게인》 - 서연의 어머니 역 (특별 출연)
- 2021년 SBS 금토 드라마 《지금, 헤어지는 중입니다》 - 오인아 역
- 2021년 OCN 토일 드라마 《키마이라》 - 유니 역
- 2022년 MBC 금토 드라마 《금수저》 - 김나영 역
- 2024년 TVING 드라마 《우씨왕후》 - 여진 역
- 2025년 ENA 월화 드라마 《라이딩 인생》 - 제이슨 맘 역

### 영화
- 2002년 《레슨》 - 지은 역
- 2005년 《언더 더 베드》 - 여자 역
- 2007년 《자야한다》 - 승민의 신부 역
- 2008년 《말론씨의 휴가》 - 수진 역
- 2008년 《탑 이야기》 - 송화 역
- 2008년 《담배 피우기 좋은 날》 - 박 선생 역
- 2008년 《야설 작가 영범씨의 글짓기 지도법》
- 2011년 《36.5℃》 - 성희 역
- 2012년 《설》 - 영미 역
- 2013년 《키스》 - 제시카 역
- 2013년 《마이 라띠마》 - 신발 가게 점원 역
- 2014년 《좋은 친구들》 - 대기실 룸녀 2 역
- 2015년 《플랑크 상수》 - 순결녀 역
- 2016년 《혼자》 - 지연 역
- 2019년 《메이트》 - 지선 역
- 2020년 《해치지않아》 - 교포 여 역
- 2020년 《이장》 - 담임 선생님 역 (특별 출연)
- 2020년 《다만 악에서 구하소서》 - 한인 부부 아내 역
- 2021년 《아홉수 로맨스》 - 엔터 대표 역 (우정 출연)
- 2021년 《미드나이트》 - 고 과장 역
- 2021년 《리멤버》
- 2021년 《해피 뉴 이어》 - 유 작가 역
- 2024년 《핸섬 가이즈》 - 수녀 역
- 2024년 《탈출: 프로젝트 사일런스》 - 경민 모 역

### 연극
- 2008년 《서울 노트》
- 2008년 《쉐이프》 - 지은 역
- 2008년 《부드러운 매장》 - 미준 역
- 2009년 《존경하는 엘레나 선생님》 - 랄랴 역
- 2010년 《연애 희곡》 - 이즈미카와 쿄코 역
- 2010년 《책, 갈피》 - 재경 역
- 2011년 《그 자식 사랑했네》 - 미영 역
- 2012년 《웨딩 스캔들》 - 엘자 역
- 2012년 《허탕》 - 죄수 3 역
- 2013년 《서툰 사람들》 - 유화이 역
- 2014년 《바람난 삼대》
- 2014년 《마르고 닳도록》
- 2015년 《춘천 거기》 - 세진 역
- 2015년 《취미의 방》 - 미카 역
- 2016년 《술과 눈물과 지킬 앤 하이드》 - 이브 댄버스 역
- 2016년 《클로저》 - 안나 역

### 광고
- 2017년 비씨카드
- 2017년 존슨앤드존슨 아비노
- 2017년 SK텔레콤 NUGU에게나 생길 법한 이야기 - 워킹맘 편
- 2017년 SK텔레콤 티맵 × NUGU - 추석 편
- 2017년 코카-콜라 컴퍼니 코카-콜라